# Francouzský kanton

Administrativní systém Francie

Kanton (fr. le canton) je jednotka administrativního členění Francouzské republiky. Je částí okresu (arrondissement) a zahrnuje několik obcí (fr. commune), větší města se naopak mohou skládat i z několika kantonů. Jeden kanton představuje jeden volební okrsek pro departement (tím se výrazně odlišuje od kantonu švýcarského).

## Vývoj
Kantony byly ve Francii zřízeny současně s departementy roku 1790 a měly dvě hlavní funkce:
- kanton byl sídlem smírčího soudce a
- volebním obvodem pro volby do generálních rad departementů.

První z nich časem odpadla a dnes slouží kantony jako volební okrsky pro departementy.
Různé departementy mají různý počet kantonů, od 15 do 79, což odpovídá počtu zastupitelů v generální radě departementu. V roce 2004 měla Francie celkem 4039 kantonů (z toho 156 v zámořských departementech) v rámci 329 arondissementů a 96 departementů.
V roce 2014 byly hranice kantonů reorganizovány, aby lépe odpovídaly demografickému rozložení obyvatelstva. Jejich počet poklesl na 2054 (v zámořských departementech Martinik a Guyana byly zrušeny zcela).